# Trigonella cariensis
Trigonella cariensis är en ärtväxtart som beskrevs av Pierre Edmond Boissier. Trigonella cariensis ingår i släktet trigonellor, och familjen ärtväxter. Inga underarter finns listade i Catalogue of Life.